# Veřejná sbírka
Veřejná sbírka je získávání a shromažďování peněz od veřejnosti za účelem dosažení nějakého veřejně prospěšného účelu, jako je odstranění následků živelní pohromy nebo ekologické havárie, záchrana zdraví nebo života, ochrana kulturní památky apod. Sbírku lze provést např. přes zvláštní bankovní účet, dárcovskými textovými zprávami (DMS), veřejným vybíráním do přenosných pokladniček, prodejem předmětů, přičemž v ceně je už zahrnut příspěvek do sbírky, nebo i jiným vhodným způsobem.
V České republice je organizování veřejných sbírek regulováno zákonem č. 117/2001 Sb. Sbírku nelze konat, jestliže by to bylo v rozporu s bezpečností státu, ochranou veřejného pořádku, ochranou majetku nebo ochranou práv a svobod druhých; veřejnou sbírkou také není shromažďování finančních prostředků za účelem financování politických stran, spolků nebo církví (např. sbírkou v kostele). Organizovat ji může kromě obce či kraje pouze bezúhonná právnická osoba, která sídlí na území státu nebo zde má alespoň umístěnou svou organizační složku. Každou sbírku je třeba předem oznámit příslušnému krajskému úřadu, který k tomu vydá osvědčení, nebo rozhodne, že sbírku nelze konat. Tento úřad také kontroluje provádění sbírky a celkové vyúčtování po jejím ukončení, stejně jako rozhoduje o využití získaných prostředků, jestliže nebyly plně využity na oznámený účel nebo tento účel v průběhu sbírky odpadl. Má-li být výtěžek sbírky použit v zahraniční, je třeba získat i předchozí souhlas Ministerstva zahraničních věcí.
Příklady celostátně a každoročně pořádaných veřejných sbírek jsou např. Bílá pastelka, Český den proti rakovině, Pomozte dětem nebo Tříkrálová sbírka.